# Brett Keisel
Brett Keisel é um ex-jogador profissional de futebol americano estadunidense que atuou como defensive end pelo Pittsburgh Steelers por 13 temporadas.
Venceu o Super Bowl em duas ocasiões, nas temporadas de 2005 e 2008. Na temporada de 2010, foi eleito para o Pro Bowl.